# Gorgone mormon
Gorgone mormon là một loài bướm đêm trong họ Noctuidae.